# 10449 Takuma
10449 Takuma è un asteroide della fascia principale. Scoperto nel 1936, presenta un'orbita caratterizzata da un semiasse maggiore pari a 3,0741907 UA e da un'eccentricità di 0,3251936, inclinata di 2,52727° rispetto all'eclittica.

## Nome
Chiamato così in onore di Hitoshi Takuma (1949-), astronomo giapponese attivo nell'osservazione solare fin dal 1972. Il nome è stato suggerito da Syuichi Nakano, che ha trovato i dati orbitali di questo oggetto.